# Senyoria de Casaubon
La senyoria de Casaubon fou una jurisdicció feudal sorgida el segle xi al departament del Gers.
Tres dels primers senyors van portar el nom de Guerau. La capital llavors era a Saint-Puy (Sempuy). Guerau IV de Casaubon era senyor de les terres de Gaura, però li foren arrabassades en part pel seu senyor Guerau VI d'Armanyac, que aliat al comte de Foix, va assolar el territori. Guerau de Casaubon va demanar ajut al senescal de Tolosa Eustaqui de Beaumarché i ambdós van fundar el 1272, al lloc anomenat Aigueval al peu del Mont Aiglon, la ciutat de Fleurance. Vers el 1274 ja era la capital dels dominis senyorials de Guerau de Casaubon al Gaure. El Gaure va seguir els destins dels comtes d'Armanyac. Fleurance i la resta dels dominis dels Casaubon van passar a la germana de Guerau, Faidida, casada amb Jordà senyor d'Illa Jordà, i van passar al corona el 1405 junt amb el llavors comtat d'Illa Jordà.